# Scott Franklin
Scott Franklin (* 20. Jahrhundert in New York City, New York) ist ein US-amerikanischer Filmproduzent.

## Karriere
Scott Franklin wurde in New York City geboren und wuchs dort auf.
Franklins Karriere im Filmgeschäft begann 1998 bei dem Film Pi als Associate Producer. Für den Film The Wrestler – Ruhm, Liebe, Schmerz erhielt er im Jahr 2009 gemeinsam mit Darren Aronofsky einen Independent Spirit Award in der Kategorie bester Film. In derselben Konstellation, Aronofsky und Franklin, erhielten sie in der gleichen Kategorie 2011 einen weiteren Independent Spirit Award für den Psychothriller Black Swan. Für diesen Film erhielt Franklin eine Oscarnominierung bei der Oscarverleihung 2011 in der Kategorie bester Film. Die Auszeichnung wurde aber an das Team für den Film The King’s Speech übergeben. Bei den BAFTA-Awards 2011 wurde der Film ebenfalls nominiert, ging dort aber auch leer aus.
Es folgten Noah, Jackie: Die First Lady sowie Mother! in denen Franklin als Produzent mitwirkte.

## Filmografie
- 1998: Pi (π)
- 2000: Requiem for a Dream
- 2007: Hounddog
- 2008: The Wrestler – Ruhm, Liebe, Schmerz (The Wrestler)
- 2010: Black Swan
- 2011: Lou Reed & Metallica: The View (Kurzfilm)
- 2011: W.E.
- 2012: 2 Tage New York (2 Days in New York)
- 2014: Noah
- 2015: Zipper
- 2016: Jackie: Die First Lady (Jackie)
- 2017: Mother!
- 2017: Vendetta – Alles was ihm blieb war Rache (Aftermath)
- 2018: White Boy Rick
- 2022: The Good Nurse